# Memòria i oblit d'una guerra
Memòria i oblit d'una guerra és un programa de televisió de TV Mallorca produït per Cinergia sobre la Guerra Civil espanyola a Mallorca. Consisteix en tres temporades de 13 capítols de 30 minuts de durada cadascun. Compta amb la participació d'historiadors i investigadors com Josep Massot i Muntaner i Llorenç Capellà i Miquel Duran entre d'altres, i amb col·laboracions de prestigi com la de l'hispanista Paul Preston. El 2008 obtingué el Premi Miquel dels Sants Oliver dels Premis 31 de desembre de l'Obra Cultural Balear.